# John Collins Warren
John Collins Warren (Boston, 1º agosto 1778 – Boston, 4 maggio 1856) è stato un medico statunitense.
Egli è divenuto famoso per aver praticato il primo intervento in anestesia.

## Biografia
Figlio di John Warren, professore di medicina ad Harvard consegue la laurea nel 1799 e prosegue i suoi studi a Parigi e Londra ove lavora con Astley Cooper. Tornato in patria fa da assistente al padre aiutandolo nell'attività didattica e chirurgica e dedicandosi con passione anche agli studi di anatomia. Nel 1809 diventa professore associato di anatomia e chirurgia e alla morte del padre nel 1815 gli subentra in cattedra.
È uno dei membri fondatori del Massachusetts General Hospital di Boston ove lavorò come chirurgo raccogliendo migliaia di reperti anatomici e patologici che furono donati nel 1847 ad Harvard costituendo la base del Museo che prende il suo nome.
Il 20 gennaio 1845 egli mise l'anfiteatro in cui era solito operare a disposizione di un dentista, Horace Wells, che aveva chiesto di poter dimostrare con un esperimento alcune proprietà di un gas, il protossido d'azoto, conosciuto all'epoca come gas esilarante e che, a suo dire, avrebbe abolito nei pazienti la sensibilità al dolore. Wells che, con successo aveva fatto già numerosi esperimenti su sé stesso e su altre persone, estrasse un dente ad uno studente dopo avergli fatto inalare il protossido d'azoto. In quella circostanza tuttavia l'esperimento non riuscì.
Il 16 ottobre 1846 W.G. Morton fece inalare all'ultimo dei tre pazienti che operò i vapori sprigionati da una bottiglia nella quale era stata introdotta una spugna imbevuta di etere e Warren iniziò l'intervento di asportazione di un tumore.
I cronisti testimoni dell'evento raccontarono della tranquillità del paziente, dell'intervento portato a termine in pochi minuti e del commento finale di Warren: Gentlemen, this is no Humbug, Signori qui non c'è imbroglio.
Questo intervento segnava la nascita dell'anestesia. Quella giornata fu immortalata dai dagherrotipi del famoso studio Southworth & Hawes.